# Tangentialebene

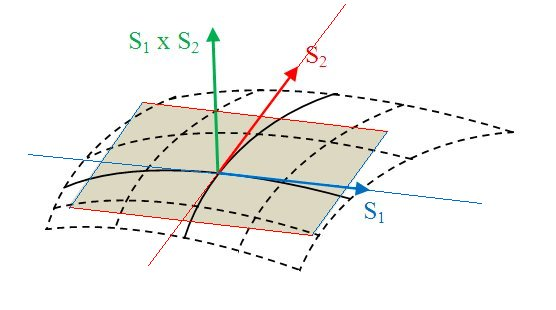
Tangentialebene an eine Fläche

Die Tangentialebene in einem Punkt {\displaystyle P} an eine Fläche {\displaystyle F} im dreidimensionalen Raum ist diejenige Ebene, die die Fläche in der Umgebung des Punktes {\displaystyle P} am besten annähert (berührt). Sie ist damit die zweidimensionale Entsprechung zur Tangente einer Kurve. Wie im Fall der Kurve existiert eine Tangentialebene nur, wenn die Fläche hinreichend „glatt“ ist. Dies gilt zum Beispiel für die Graphen von differenzierbaren Funktionen von zwei Variablen. Eine Fläche, die einen Knick oder eine Spitze hat – zum Beispiel ein Kegel – besitzt in diesen Punkten keine Tangentialebene.
Eine Ebene ist durch einen Punkt (in diesem Fall der Berührpunkt {\displaystyle P}) und zwei linear unabhängige Richtungsvektoren oder durch einen Punkt und einen Normalenvektor bestimmt. Je nachdem, wie eine gegebene Fläche beschrieben wird (implizit, explizit oder parametrisiert, s. u.) wird man entweder Richtungsvektoren oder einen Normalenvektor bestimmen.
Die Tangentialebene bildet den zweidimensionalen Spezialfall eines Tangentialraums einer

Veranschaulichung der Definition. Hier heißt die Fläche M und der Berührungspunkt x.

Untermannigfaltigkeit des {\displaystyle \mathbb {R} ^{n}}.

## Formale Definition
Es sei {\displaystyle F\subset \mathbb {R} ^{3}} eine reguläre Fläche und {\displaystyle p_{0}\in F} ein Punkt.
Die Tangentialebene an {\displaystyle F} im Punkt {\displaystyle p_{0}} ist die Ebene durch {\displaystyle p_{0}}, die von den Geschwindigkeitsvektoren von durch {\displaystyle p} verlaufenden Wegen aufgespannt wird: Ist die Funktion {\displaystyle \gamma \colon (-1,1)\to F} ein Weg mit {\displaystyle \gamma (0)=p_{0}}, so ist {\displaystyle p_{0}+{\dot {\gamma }}(0)} ein Punkt der Tangentialebene. Da die Tangentialebene zweidimensional ist, genügen zwei solcher Wege (in verschiedene Richtungen), um die Tangentialebene aufzuspannen.

### Konvexe Fläche
Mit Hilfe der Tangentialebene ist außerdem der Begriff der konvexen Fläche definiert:
Eine Fläche heißt dann konvex, wenn in jedem ihrer Punkte eine Umgebung existiert, für die alle Punkte der Umgebung auf einer Seite der Tangentialebene liegen.

## Tangentialebene an den Graphen einer Funktion

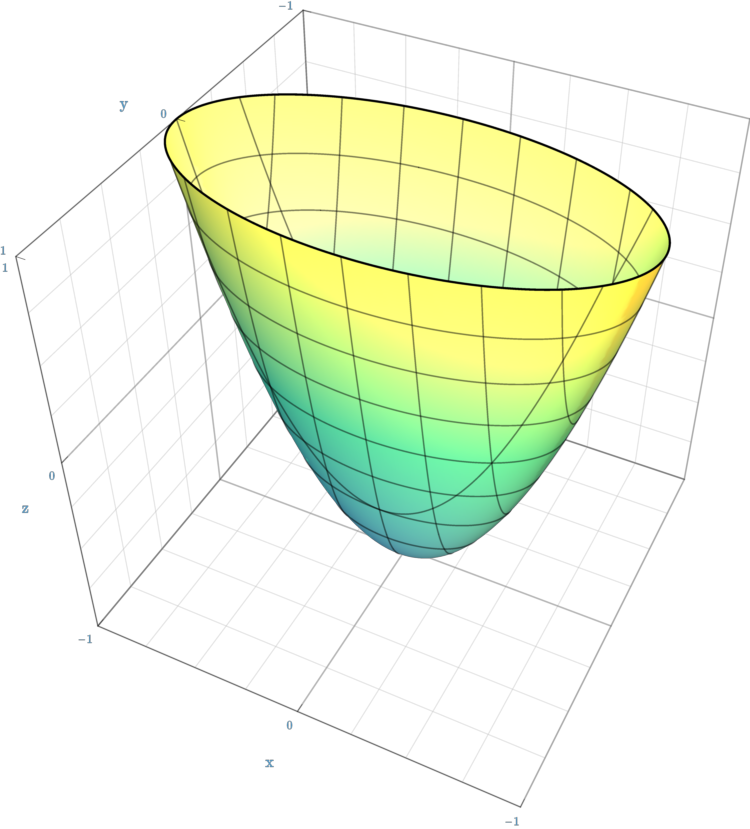
Paraboloid

Die Fläche {\displaystyle F} ist als Graph 
{\displaystyle F=\{(x,y,z)\in \mathbb {R} ^{3}\mid z=f(x,y)\}}
einer Funktion {\displaystyle f} von zwei  Veränderlichen {\displaystyle x,y} gegeben. Gesucht ist die Tangentialebene an die Fläche in einem Punkt {\displaystyle p_{0}=(x_{0},y_{0},f(x_{0},y_{0}))}.
Falls die Funktion   {\displaystyle f} an der Stelle {\displaystyle (x_{0},y_{0})} differenzierbar ist mit den partiellen Ableitungen {\displaystyle f_{x}(x_{0},y_{0}),\ f_{y}(x_{0},y_{0})}, liefert das Taylorpolynom erster Ordnung 
{\displaystyle z=f(x_{0},y_{0})+f_{x}(x_{0},y_{0})(x-x_{0})+f_{y}(x_{0},y_{0})(y-y_{0})}
eine Gleichung der gesuchten Tangentialebene. Die Tangentialebene ist somit der Graph der affin-linearen Funktion 
{\displaystyle (x,y)\mapsto f(x_{0},y_{0})+f_{x}(x_{0},y_{0})(x-x_{0})+f_{y}(x_{0},y_{0})(y-y_{0})}.
Beispiel: 
Die Fläche {\displaystyle F} (ein Paraboloid) ist gegeben als Graph der Funktion {\displaystyle f} mit {\displaystyle f(x,y)=x^{2}+2y^{2}}. Es sei {\displaystyle (x_{0},y_{0})=(3,4)}. Mit {\displaystyle f_{x}(x,y)=2x} und {\displaystyle f_{y}(x,y)=4y} ergibt sich 
{\displaystyle z=41+6(x-3)+16(y-4)} bzw.
{\displaystyle z=6x+16y-41}
als Gleichung der gesuchten Tangentialebene im Flächenpunkt {\displaystyle (3,4,41)}.

## Tangentialebene an eine implizit gegebene Fläche

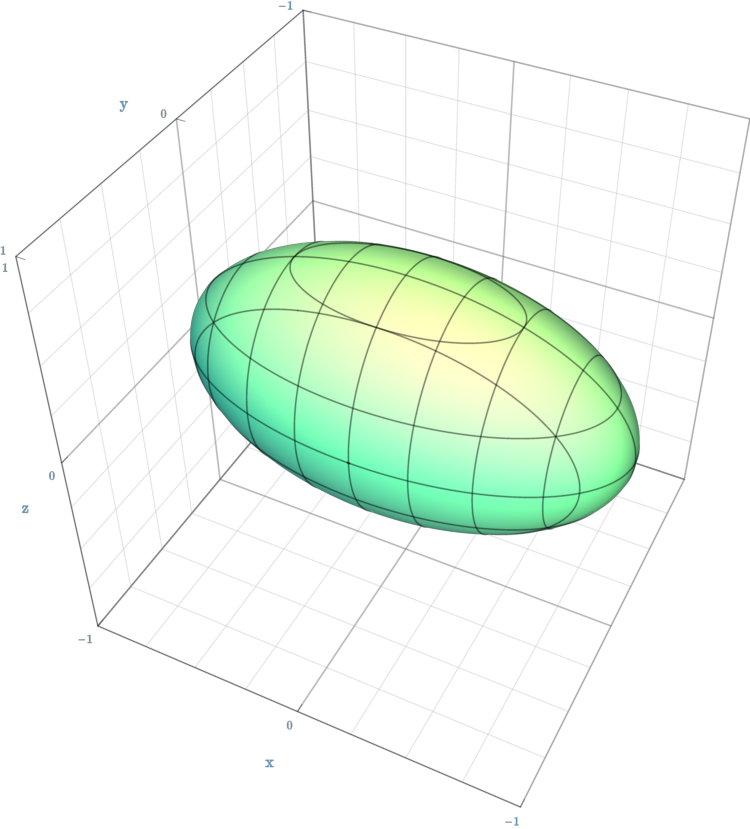
Ellipsoid

In diesem  Fall ist die Fläche als Niveaufläche 
{\displaystyle F=\{(x,y,z)\in \mathbb {R} ^{3}\mid f(x,y,z)=0\}}
einer Funktion {\displaystyle f} von 3 Variablen gegeben. Zum Beispiel ist die Einheitskugel durch die Gleichung 
{\displaystyle x^{2}+y^{2}+z^{2}-1=0}
gegeben. Es sei {\displaystyle p_{0}=(x_{0},y_{0},z_{0})} ein Punkt der Fläche d. h. es ist {\displaystyle f(x_{0},y_{0},z_{0})=0}. Falls {\displaystyle f} im Punkt {\displaystyle p_{0}} differenzierbar ist und 
{\displaystyle \operatorname {grad} f(p_{0})=(f_{x}(p_{0}),f_{y}(p_{0}),f_{z}(p_{0}))\neq (0,0,0)}
gilt, so wird die Tangentialebene im Punkt {\displaystyle (x_{0},y_{0},z_{0})} durch die Gleichung
{\displaystyle f_{x}(p_{0})(x-x_{0})+f_{y}(p_{0})(y-y_{0})+f_{z}(p_{0})(z-z_{0})=0}
dargestellt.
Begründung: Der Vektor {\displaystyle \operatorname {grad} f(p_{0})} zeigt in die Richtung der stärksten Zunahme von {\displaystyle f} und muss damit ein Normalenvektor der gesuchten Tangentialebene sein. 
Beispiel: 
Die Fläche {\displaystyle F} ist ein Ellipsoid mit der Gleichung 
{\displaystyle f(x,y,z)=x^{2}+2y^{2}+4z^{2}-1=0},
gesucht ist die Tangentialebene von {\displaystyle F} im Punkt {\displaystyle p_{0}=(x_{0},y_{0},z_{0})=({\tfrac {1}{\sqrt {2}}},0,{\tfrac {1}{\sqrt {8}}})}. Es gilt {\displaystyle \operatorname {grad} f(x,y,z)=(2x,4y,8z)} und die gesuchte Tangentialebene hat die Koordinatengleichung
{\displaystyle {\sqrt {2}}(x-{\tfrac {1}{\sqrt {2}}})+{\sqrt {8}}(z-{\tfrac {1}{\sqrt {8}}})=0} bzw.
{\displaystyle x+2z-{\sqrt {2}}=0}.

## Tangentialebene einer parametrisierten Fläche

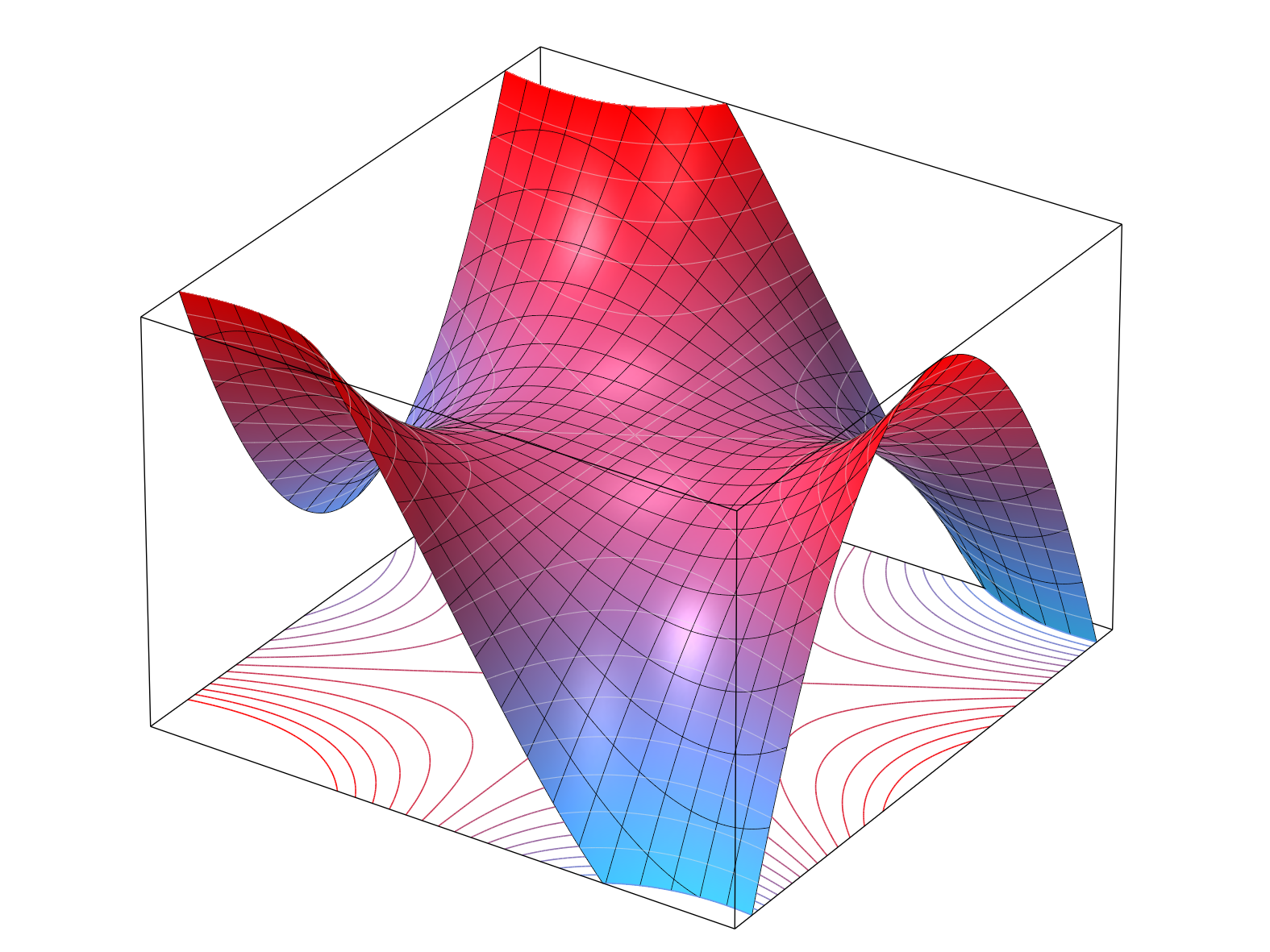
Affensattel

In diesem Fall ist die Fläche durch eine Parameterdarstellung {\displaystyle (x,y,z)={\vec {S}}(u,v)} gegeben.
Ist die Parameterdarstellung {\displaystyle {\vec {S}}(u,v)} in einem Parameterpunkt {\displaystyle (u_{0},v_{0})} differenzierbar und sind die Ableitungsvektoren {\displaystyle {\vec {S}}_{u}(u_{0},v_{0}),{\vec {S}}_{v}(u_{0},v_{0})} linear unabhängig, so ist
{\displaystyle (x,y,z)={\vec {S}}(u_{0},v_{0})+{\vec {S}}_{u}(u_{0},v_{0})(u-u_{0})+{\vec {S}}_{v}(u_{0},v_{0})(v-v_{0})}
eine Parameterdarstellung der Tangentialebene im Punkt {\displaystyle p_{0}={\vec {S}}(u_{0},v_{0})}.
Beispiel: {\displaystyle {\vec {S}}(u,v)=(u,v,u^{3}-3uv^{2})} ist eine Parameterdarstellung des Affensattels. Mit {\displaystyle S_{u}(u,v)=(1,0,3u^{2}-3v^{2})} und {\displaystyle S_{v}(u,v)=(0,1,-6uv)} ergibt sich für die Tangentialebene in einem beliebigen Punkt
{\displaystyle {\begin{pmatrix}x\\y\\z\end{pmatrix}}={\begin{pmatrix}u_{0}\\v_{0}\\u_{0}^{3}-3u_{0}v_{0}^{2}\end{pmatrix}}+{\begin{pmatrix}1\\0\\3u_{0}^{2}-3v_{0}^{2}\end{pmatrix}}(u-u_{0})+{\begin{pmatrix}0\\1\\-6u_{0}v_{0}\end{pmatrix}}(v-v_{0})}.
Bemerkung: Das Beispiel des Affensattels zeigt, dass eine Fläche durchaus auf mehrere Möglichkeiten dargestellt werden kann:
1) parametrisiert wie hier eingeführt, 2) als Graph der Funktion {\displaystyle f(x,y)=x^{3}-3xy^{2}} und schließlich 3) implizit durch {\displaystyle f(x,y,z)=x^{3}-3xy^{2}-z=0}.

## Schnitt einer Tangentialebene mit der Fläche
Es gibt Flächen, die in der Nähe eines Punktes auf einer Seite der Tangentialebene in diesem Punkt liegen. Z.B.: Paraboloid und Ellipsoid (s. o.) oder Zylinder. Allerdings ist es auch möglich, dass die Fläche in der Nähe eines Punktes auf beiden Seiten der Tangentialebene in diesem Punkt liegt. Z.B. Affensattel oder hyperbolisches Paraboloid. Ist die Gauß-Krümmung in einem Flächenpunkt nicht Null, so gilt: bei positiver Gaußkrümmung tritt der erste Fall (Fläche auf einer Seite) und bei negativer Gaußkrümmung der zweite Fall (Fläche auf beiden Seiten) ein. Ist die Gaußkrümmung Null, so sind beide Fälle möglich. Z.B.: Zylinder überall oder Affensattel im Nullpunkt.

## Anwendungen
Überall, wo die Beschreibung einer Fläche für Berechnungen zu kompliziert ist, verwendet man Tangentialebenen als Ersatz für die gegebene Fläche, z. B. bei
- der Bestimmung von Punkten der Schnittkurve zweier Flächen (Newton-Verfahren),
- der Bestimmung von Umrisspunkten einer Fläche: Die Projektionsrichtung liegt in der Tangentialebene eines Umrisspunktes,
- Abbildungen (Projektionen von Flächen auf eine Ebene, wie es etwa für Karten notwendig ist).